# Galew (powiat pleszewski)
Galew – wieś w Polsce położona w województwie wielkopolskim, w powiecie pleszewskim, w gminie Dobrzyca.
W latach 1975–1998 miejscowość należała administracyjnie do województwa kaliskiego.
Zobacz też: Galew, Galewice